# Beddawi (Flüchtlingslager)
Das Flüchtlingslager Beddawi, auch Al-Baddawi oder Beddaoui (arabisch البدّاوي, DMG al-Baddāwī), ist ein palästinensisches Flüchtlingslager im Norden des Libanon. Es wurde im Jahr 1955 gegründet und liegt nahe der Ortschaft Beddawi in einer höher gelegenen Region gegenüber der Stadt Tripoli.
Das Lager wurde während des libanesischen Bürgerkriegs beschädigt. Nach der Zerstörung des Flüchtlingslagers Nabatieh durch Israel im Jahr 1974 sowie der Zerstörung des Flüchtlingslagers Tel al-Zaatar im Jahr 1976 kamen zahlreiche Geflüchtete in das Lager Beddawi. Laut dem Institute for Palestine Studies beherbergt das Camp rund 18.000 Bewohner (Stand: 2017).